# Svetovno prvenstvo športnih dirkalnikov sezona 1976
Svetovno prvenstvo športnih dirkalnikov sezona 1976 je bila štiriindvajseta sezona Svetovnega prvenstva športnih dirkalnikov, ki je potekalo med 31. marcem in 19. septembrom 1976. Naslov konstruktorskega prvaka je osvojil Porsche (S in GT).

## Spored dirk

### Športni dirkalniki
| Št | Ime                       | Dirkališče                | Datum         |
| -- | ------------------------- | ------------------------- | ------------- |
| 1  | 300 km Nürburgringa       | Nürburgring               | 4. april      |
| 2  | Trofeo Filippo Caracciolo | Autodromo Nazionale Monza | 25. april     |
| 3  | Trofeo Ignazio Giunti     | Autodromo Dino Ferrari    | 23. maj       |
| 4  | Coppa Florio              | Autodromo di Pergusa      | 27. junij     |
| 5  | Player's 200              | Mosport                   | 22. avgust    |
| 6  | 500 km Dijona             | Dijon-Prenois             | 5. september  |
| 7  | Elan Trophy               | Salzburgring              | 19. september |

### Dirkalniki GT
| Št | Ime                   | Dirkališče                 | Datum        |
| -- | --------------------- | -------------------------- | ------------ |
| 1  | March Trophy          | Mugello Circuit            | 21. marec    |
| 2  | Trofeo Ignazio Giunti | Vallelunga                 | 4. april     |
| 3  | 6 ur Silverstona      | Silverstone Circuit        | 9. maj       |
| 4  | 1000 km Nürburgringa  | Nürburgring                | 30. maj      |
| 5  | 1000 km Zeltwega      | Österreichring             | 27. junij    |
| 6  | 6 ur Watkins Glena    | Watkins Glen International | 10. julij    |
| 7  | 6 ur Dijona           | Dijon-Prenois              | 4. september |

## Rezultati

### Po dirkah

#### Športni dirkalniki
| Št | Dirkališče   | Zmag. moštvo                  | Poročilo |
| Št | Dirkališče   | Zmag. dirkača                 | Poročilo |
| -- | ------------ | ----------------------------- | -------- |
| 1  | Nürburgring  | #5 Joest Racing               | Poročilo |
| 1  | Nürburgring  | Reinhold Joest                | Poročilo |
| 2  | Monza        | #3 Martini Racing             | Poročilo |
| 2  | Monza        | Jochen Mass Jacky Ickx        | Poročilo |
| 3  | Imola        | #7 Martini Racing             | Poročilo |
| 3  | Imola        | Jochen Mass Jacky Ickx        | Poročilo |
| 4  | Pergusa      | #4 Martini Racing             | Poročilo |
| 4  | Pergusa      | Jochen Mass Rolf Stommelen    | Poročilo |
| 5  | Mosport      | #101 Advanced Vehicle Systems | Results  |
| 5  | Mosport      | Jackie Oliver                 | Results  |
| 6  | Dijon        | #6 Martini Racing             | Poročilo |
| 6  | Dijon        | Jochen Mass Jacky Ickx        | Poročilo |
| 7  | Salzburgring | #3 Martini Racing             | Poročilo |
| 7  | Salzburgring | Jochen Mass                   | Poročilo |

#### Dirkalniki GT
| Št | Dirkališče      | Zmag. moštvo                    | Poročilo |
| Št | Dirkališče      | Zmag. dirkač(a)                 | Poročilo |
| -- | --------------- | ------------------------------- | -------- |
| 1  | Mugello Circuit | #4 Martini Racing               | Poročilo |
| 1  | Mugello Circuit | Jochen Mass Jacky Ickx          | Poročilo |
| 2  | Vallelunga      | #1 Martini Racing               | Poročilo |
| 2  | Vallelunga      | Jochen Mass Jacky Ickx          | Poročilo |
| 3  | Silverstone     | #4 Hermetite BMW                | Poročilo |
| 3  | Silverstone     | John Fitzpatrick Tom Walkinshaw | Poročilo |
| 4  | Nürburgring     | #7 Schnitzer Motorsport         | Poročilo |
| 4  | Nürburgring     | Albrecht Krebs Dieter Quester   | Poročilo |
| 5  | Österreichring  | #12 Schnitzer Motorsport        | Poročilo |
| 5  | Österreichring  | Dieter Quester Gunnar Nilsson   | Poročilo |
| 6  | Watkins Glen    | #4 Martini Racing               | Poročilo |
| 6  | Watkins Glen    | Rolf Stommelen Manfred Schurti  | Poročilo |
| 7  | Dijon           | #1 Martini Racing               | Poročilo |
| 7  | Dijon           | Jochen Mass Jacky Ickx          | Poročilo |

### Konstruktorsko prvenstvo
Točkovanje po sistemu 20-15-12-10-8-6-4-3-2-1, točke dobi le najbolje uvrščeni dirkalnik posameznega konstruktorja. Stelo je pet najboljših rezultatov.

#### Športni dirkalniki
| Poz | Konstruktor | 1. | 2. | 3. | 4. | 5. | 6. | 7. | Skupaj |
| --- | ----------- | -- | -- | -- | -- | -- | -- | -- | ------ |
| 1   | Porsche     | 20 | 20 | 20 | 20 | 20 | 20 | 20 | 100    |
| 2   | Osella      |    | 10 | 10 | 15 |    |    | 12 | 47     |
| 3   | Alpine      |    | 15 |    |    | 15 | 15 |    | 45     |
| 4   | Lola        | 15 | 3  | 6  |    | 8  | 8  |    | 40     |
| 5   | March       | 10 | 1  |    | 12 |    |    |    | 23     |
| 6   | Chevron     |    |    |    |    | 10 | 4  | 4  | 18     |
| 7   | Alfa Romeo  |    |    | 15 |    |    |    |    | 15     |
| 8   | Mirage      |    |    |    |    | 12 |    |    | 12     |
| 9=  | Sauber      |    |    |    |    |    |    | 8  | 8      |
| 9=  | McLaren     | 8  |    |    |    |    |    |    | 8      |
| 11  | KMW         | 4  | 4  |    |    |    |    |    | 8      |
| 12= | Rex         | 6  |    |    |    |    |    |    | 6      |
| 12= | Abarth      |    |    |    |    |    |    | 6  | 6      |

#### Prvenstvo GT
| Poz | Konstruktor | 1. | 2. | 3. | 4. | 5. | 6. | 7. | Skupaj |
| --- | ----------- | -- | -- | -- | -- | -- | -- | -- | ------ |
| 1   | Porsche     | 20 | 20 | 15 | 15 | 12 | 20 | 20 | 95     |
| 2   | BMW         | 3  | 15 | 20 | 20 | 20 | 10 | 6  | 85     |
| 3   | Ford        | 2  |    | 6  |    |    |    |    | 8      |
| 4   | De Tomaso   |    | 2  |    |    | 3  |    |    | 5      |
| 5=  | Lancia      |    | 3  |    |    |    |    |    | 3      |
| 5=  | MG          |    |    | 3  |    |    |    |    | 3      |